# Charles Floquet
Charles Thomas Floquet [ejtsd: floké] (Saint-Jean-de-Luz, 1828. október 5. – Párizs, 1896. január 19.) francia politikus, a Harmadik Köztársaság 23. miniszterelnöke.

## Élete
Jogi tanulmányainak végeztével 1851-ben ügyvéd lett Párizsban és részt vett több radikális lapnak szerkesztésében. 1869-ben a Bonaparte Péter herceg elleni perben szerepelt. 1867-ben az által vonta magára a közvélemény figyelmét, hogy II. Sándor orosz cárt Párizsban az igazságügyi palotában «Vive la Pologne, Monsieur!» szavakkal köszöntötte. A császárság bukása után, 1870. szeptember 5-én Étienne Arago-nak, Párizs mairejének segédje lett. 1871. február 8-án a nemzetgyűlés tagjává választották, ahol azon fáradozott, hogy a párizsi kommunisták és a versailles-i kormány között békét közvetítsen. De nem ért célt, sőt a konzervatív köztársaságiak azzal vádolták, hogy a kommunistákkal cimborál, mire – mandátumának letevése után – börtönbe vetették és június végéig fogságban tartották. 1872-ben a párizsi községi tanács tagjává, 1876-ban pedig Párizsban képviselővé választották. Floquet a szélső balpárthoz csatlakozott és mint kiváló szónok nemsokára nagy befolyásra tett szert. 1882 január havában a Seine département préfet-jévé nevezték ki, mely állásáról azonban nemsokára lemondott. 1885-ben, 1886-ban és 1887-ben ismételten a képviselőház elnökévé választották. 1887-ben báró Mohrenheim orosz nagykövettel megismerkedvén, a kölcsönös tisztelgések alkalmával tanusított magatartásával mintegy elfelejtette az 1867-iki jelenetet és ezzel a kormányképes politikusok sorába lépett. 1888. április 3-án radikális miniszteriumot alakított. Az elnök beleegyeztével az alkotmány revíziójának kérdését is fölvette programjába, ámbár ezen ígéretnek beváltását időhöz nem kötötte. Az első hónapokban azonban Boulanger tábornokkal volt összeütközése, akit végül párbajra hívott ki, melyben július 13-án a tábornokot megsebesítette. Kevesebb szerencsével küzdött Floquet a politikában és amikor a választási reform 1889. február 13-án napirendre került, a radikálisok is elpártoltak a minisztériumtól, akiknek nevében Douville-Maillefeu a törvényjavaslat elnapolását indítványozta. A képviselőház ezt az indítványt Floquet meglepetésére elfogadta, mire Floquet beadta lemondását. Az új választások után, 1889. novemberben a képviselőház ismételten elnökké választotta. Az 1892. évi december havában megindult Panama-botrány azonban Floquet hírnevén csorbát ejtett; a Panama-perben ugyanis kitűnt, hogy Floquet miniszter korában pénzt fogadott el Lessepstől, melyet a Boulanger elleni választási költségekre fordított. E leleplezés hatása alatt 1892. szeptember 3-án, a pótválasztáson Faberot szocialista jelölttel szemben (3227:4399 szavazattal) megbukott. 1894. január 7-én a szenátusba választották.